# Dysdera lancerotensis
Dysdera lancerotensis là một loài nhện trong họ Dysderidae.
Loài này thuộc chi Dysdera. Dysdera lancerotensis được Eugène Simon miêu tả năm 1907.